# Pete Campbell (personaggio)
Peter "Pete" Campbell è un personaggio immaginario protagonista della serie televisiva statunitense Mad Men, creato da Matthew Weiner e interpretato dall'attore Vincent Kartheiser.

## Storia del personaggio

### Famiglia
Pete Campbell è nato a New York in una famiglia appartenente all'alta borghesia tipicamente WASP. Nell'episodio pilota della serie, ambientato nel marzo 1960, ha appena compiuto ventisei anni, da cui si deduce che il suo anno di nascita è il 1934. Sua madre, Dorothy Dyckman Campbell, proviene dalla prestigiosa famiglia Dyckman, proprietaria di gran parte della Upper Manhattan prima del 1929. Il bisnonno di Pete, il primo a giungere in America dai Paesi Bassi, si chiamava Silas Dyckman. Il nonno materno di Pete perse gran parte delle sue proprietà a causa del crollo di Wall Street del 1929, e anche suo padre, Andrew Campbell, scialacqua il resto della fortuna di famiglia prima di morire nel 1962. Ciò nonostante, la giovinezza e l'educazione di Pete non si discostano da quelle degli altri ragazzi provenienti da questo ceto: frequenta la Buckley School e la Deerfield Academy e passa le vacanze estive nella tenuta dei suoi genitori a Fishers Island, o in country club esclusivi agli Hamptons e a Newport. Negli anni passati al Dartmouth College Pete entra a far parte di una confraternita studentesca.
La relazione di Pete con entrambi i suoi genitori è piuttosto difficile: sia la madre sia il padre sono molto freddi con lui e disapprovano la decisione del figlio minore di tentare una carriera nel mondo della pubblicità. Nella seconda stagione, appresa la morte del padre nell'incidente aereo del volo American Airlines 1 da New York a Los Angeles, schiantatosi poco dopo il decollo (avvenuto il 1º marzo 1962), Pete è incapace di piangere (nella realtà, la morte improvvisa dell'attore Christopher Allport, che interpretava il padre di Pete, costrinse gli autori a cancellare il suo personaggio dalla serie). A seguito del decesso, il fratello maggiore di Pete, Bud, esaminando la gestione finanziaria del padre in relazione all'eredità, scopre che Andrew ha dilapidato gran parte del denaro conducendo uno stile di vita molto dispendioso. Quando Bud comunica a Pete la notizia, entrambi sembrano poco sorpresi della condotta del padre.
Sempre nel corso della seconda stagione, Pete rivela alla sua collega (ed ex amante) Peggy Olson (Elisabeth Moss) di "odiare" sua madre. Anche Bud sembra covare risentimento nei confronti dei genitori, ma viene comunque trattato come il figlio prediletto. Nel corso di una conversazione in cui i due fratelli esprimono reciprocamente il loro scarso affetto per la madre, Bud e Pete citano il film di Alfred Hitchcock Nodo alla gola, che trae spunto dalla vicenda realmente accaduta della coppia di assassini Leopold e Loeb. Quando la madre critica nettamente l'idea di Pete e di sua moglie, Trudy, di ricorrere all'adozione per avere un bambino, Pete si vendica informandola acidamente che i loro risparmi sono stati sperperati dal suo defunto marito, cosa che inizialmente aveva deciso, assieme a Bud, di tenerle nascosto.

### Carriera
Nel lavoro Pete è estremamente ambizioso, ansioso di dimostrarsi capace e di fare carriera, privo di scrupoli (dopo un iniziale rifiuto, è disposto a lavorare anche per l'American Airlines, nonostante l'incidente aereo dovuto a un guasto che ha ucciso suo padre sia ancora molto recente), ma anche convinto che le sue capacità siano spesso sottostimate. Fino al termine della terza stagione della serie, il cui ultimo episodio è ambientato nel dicembre 1963, Pete ricopre il ruolo di account executive presso l'agenzia pubblicitaria Sterling Cooper: in seguito, passerà alla Sterling, Cooper, Draper & Pryce, di nuova fondazione. Tra i suoi incarichi vi sono procacciare nuovi clienti, organizzare incontri con loro, ma anche trattarli con tutti i riguardi, vezzeggiarli e averne cura, pagando cene e inviti a spettacoli (in un'occasione, Pete procura loro anche un appuntamento con delle prostitute). Nelle prime puntate della serie, il personaggio sembra insoddisfatto della sua posizione, ansioso di lavorare invece sull'aspetto creativo delle campagne pubblicitarie: a questo scopo, Pete tenta frequentemente di sabotare il lavoro di Don Draper (capo del dipartimento creativo, interpretato da Jon Hamm), proponendo le sue idee ai clienti. In una di queste occasioni la sua condotta rischia di farlo licenziare, e conserva il posto solo perché grazie alla sua famiglia e ai suoi numerosi contatti con i circoli più esclusivi di New York può pur sempre tornare utile all'agenzia.
Il suo rapporto con Don Draper diventa in seguito più ambivalente e ricco di sfumature, poiché sembra che Pete veda Don contemporaneamente sia come un mentore sia come un ostacolo: Don è spesso la prima persona fra i colleghi cui egli va a chiedere consiglio, ma non esita a tramare contro di lui se questo può aiutarlo a raggiungere i suoi obiettivi. Nell'undicesimo episodio della prima stagione, Un caldo tropicale, Pete si trova nell'ufficio di Don, dopo che questi ha già lasciato l'agenzia, quando viene consegnato un pacco a lui indirizzato. Pete porta via con sé il pacco, spedito a Don da suo fratello Adam, lo apre e scopre grazie al suo contenuto (vecchie fotografie, ricordi) che Don Draper non è il suo vero nome. Pete usa questa informazione compromettente per ricattare Don e costringerlo a nominarlo a capo della sezione vendite, ma non riesce nel suo intento perché Don lo sfida apertamente a mettere in pratica la sua minaccia di rivelare il suo segreto ai loro superiori: quando viene informato della reale identità di Don, Bertram Cooper, uno dei fondatori dell'agenzia, replica serenamente a Pete che la cosa non gli interessa affatto. Nel corso della serie, tuttavia, Pete sembra diventare progressivamente sempre più leale e collaborativo nei confronti di Don, ad esempio quando lo avvisa del tentativo di Herman "Duck" Phillips di prendere il controllo dell'agenzia.
All'inizio della terza stagione, Pete viene messo a capo della sezione vendite dai nuovi proprietari della Sterling Cooper, l'agenzia britannica Puttnam, Powell & Lowe. La sua gioia però sfuma rapidamente quando scopre che deve dividere la posizione con Ken Cosgrove, al quale non nasconde di avere tutte le intenzioni di superarlo, nonostante sia chiaro che i loro superiori li abbiano deliberatamente messi in competizione l'uno con l'altro.
Sempre nel corso della stessa stagione, Pete, assieme a Peggy, viene contattato da Herman "Duck" Phillips, loro ex collega alla Sterling Cooper e ora impiegato presso un'agenzia concorrente, che gli offre la prospettiva di una promozione e di maggiori guadagni se vorrà seguirlo: Pete sceglie però di non abbandonare i suoi vecchi colleghi e di entrare a far parte della nuova agenzia fondata da Roger Sterling, Bertram Cooper, Don Draper e Lane Pryce, portando in dote il suo portafogli di clienti e con la prospettiva di poter diventare partner.
Nella quarta stagione, Pete lavora duramente e proficuamente per attirare nuovi clienti alla Sterling Cooper Draper Pryce e consolidare i rapporti con quelli già presenti: i suoi sforzi e la sua abilità in questo campo sono ampiamente apprezzati dai suoi colleghi. Il suo maggiore successo è l'accordo ottenuto con la North American Aviation, impegnata in un'importante impresa di potenziamento dell'arsenale militare e nella corsa allo spazio, e disposta a investire considerevoli somme nella propria campagna pubblicitaria. Tuttavia, con sua grande rabbia, è costretto a lasciar cadere la cosa poiché le indagini di routine richieste dal Dipartimento della Difesa statunitense sull'agenzia rischiano di far venire allo scoperto il segreto di Don Draper (che continua a essere noto, in agenzia, solo a Pete e a Cooper). Pur rimpiangendo amaramente quella mancata possibilità di guadagno, che sarebbe stata anche un suo grande successo personale, Pete aiuta Don e rinuncia al contratto, prendendosene la responsabilità e subendo anche il pesante rimprovero del socio Roger Sterling. Al termine della quarta stagione, Don ripagherà questo favore versando spontaneamente al posto di Pete i 50.000 dollari con cui egli sarebbe stato costretto a contribuire alle casse dell'agenzia, in un periodo di cattive acque.
Nella quinta stagione Pete è ormai uno dei soci della Sterling Cooper Draper Pryce, tuttavia continua a sentirsi non adeguatamente considerato, e soprattutto mal sopporta le intromissioni nel suo lavoro di Roger Sterling.

### Vita privata
Nell'episodio pilota della serie, Fumo negli occhi, Pete è in procinto di sposare Trudy Vogel (interpretata dall'attrice Alison Brie), una ragazza proveniente da una famiglia di recente arricchitasi: il matrimonio è fissato per il marzo 1960. Questo non gli impedisce, tuttavia, di cercare avventure occasionali con altre donne, e in particolare con la neoassunta segretaria di Don Draper, Peggy Olson: sebbene alcune ore prima, al lavoro, avesse fatto alcuni commenti poco carini sull'aspetto e sull'abbigliamento dimesso di lei, quella stessa notte, dopo aver festeggiato con alcuni colleghi il suo addio al celibato, Pete si presenta, ubriaco, a casa di Peggy, e passa la notte con lei. Di ritorno dal viaggio di nozze, però, la informa di non avere intenzione di continuare quella relazione, cosa che la ragazza accetta, riuscendo a nascondere la sua delusione.
Pete e Trudy acquistano un appartamento a Park Avenue, nell'Upper East Side di New York: l'acquisto è però causa delle prime tensioni all'interno della coppia, poiché lo stipendio di Pete non gli consente una spesa tanto importante, e dover chiedere aiuto ai suoi genitori, visto il clima pesante presente in famiglia, è per lui particolarmente difficile. Quando finalmente, pressato dalla moglie, si decide, i suoi genitori rifiutano di aiutarlo, non avendogli ancora perdonato la scelta di una carriera per loro non adatta al suo status. Alla fine, l'acquisto è reso possibile grazie all'aiuto dei genitori di Trudy, cosa che infastidisce e mette in imbarazzo Pete. I suoceri sono anche particolarmente pressanti e invadenti nella vita della giovane coppia per il loro desiderio di avere presto dei nipoti; anche Trudy desidererebbe diventare madre, mentre Pete non ne ha la minima intenzione. I frequenti litigi con la moglie spingono Pete a cercare di nuovo la compagnia di Peggy, con la quale ha un altro rapporto sessuale, stavolta negli uffici della Sterling Cooper, e tuttavia neanche ora fra i due si instaura una vera e propria relazione: l'incontro rimane un episodio isolato.
Proprio a seguito del loro primo rapporto, però, Peggy rimane incinta: la gravidanza tuttavia rimane sconosciuta a tutti, persino alla ragazza stessa, e scambiata per un vistoso aumento di peso. Nell'ultimo episodio della prima stagione, La ruota del destino, Peggy (e con lei gli spettatori) apprende di essere incinta solo quando, recatasi in ospedale per un malore, il dottore la informa che sta per partorire. Viene alla luce un maschio, che la madre decide di dare in adozione: di tutto questo Pete non sa assolutamente nulla.
Nel corso della seconda stagione, Pete e Trudy, dopo aver tentato per più di un anno di avere un figlio, si rivolgono a una clinica per la fertilità, dove, a seguito degli esami, si scopre che Trudy ha problemi di fertilità. Trudy e i suoi genitori fanno pressione su Pete perché prenda in considerazione l'ipotesi di adottare un bambino, egli è all'inizio molto contrario all'idea, né d'altra parte appare ansioso di diventare padre, ma alla fine accetta quanto meno di pensarci su, e ne parla con il fratello. Bud lo riferisce alla madre, che disapprova decisamente, affermando davanti a Pete che le persone del suo status non dovrebbero abbassarsi a prendere dagli "scarti": questo commento offensivo e sprezzante contribuisce ad alimentare la profonda avversione del figlio per la madre. Impaziente, Trudy prende l'iniziativa di rivolgersi a un'agenzia per le adozioni senza consultarsi con il marito, provocando l'ira di Pete: il matrimonio entra quindi in un periodo di crisi (nell'episodio 6 della seconda stagione, Marilyn o Jackie, Pete ha un'avventura di una notte con una modella di biancheria intima conosciuta in agenzia).
Nell'episodio finale della seconda stagione, Rivelazioni, mentre scoppia la crisi dei missili di Cuba (ottobre 1962), Trudy decide di lasciare New York per andare a casa dei genitori; Pete si rifiuta di seguirla, affermando che se scoppierà la guerra ed è destinato a morire, allora vuole morire a Manhattan. Durante l'assenza della moglie, alla Sterling Cooper, nel momento di alta tensione e paura generale per la possibilità di un imminente attacco sovietico, Pete invita Peggy nel suo ufficio per dirle che l'ama, la trova perfetta per lui e avrebbe dovuto sposare lei invece di Trudy. Peggy replica di non essere affatto perfetta, e gli rivela finalmente di aver avuto un figlio da lui e di averlo dato in adozione: se avesse voluto, avrebbe potuto costringerlo a stare con lei. Quindi se ne va, lasciando Pete sconvolto da quella notizia. Egli passa la notte all'interno del suo ufficio.
Fin dall'inizio della terza stagione, che prende il via all'incirca dopo sei mesi dagli eventi conclusivi della seconda, Pete e Trudy sembrano aver superato la loro crisi ed essere in armonia l'uno con l'altra: non si parla più di adozione, e Trudy non pare più ossessionata dall'idea di avere subito un figlio. Durante l'estate del 1963, tuttavia, quando Trudy lascia la città per una vacanza, Pete, rimasto da solo a New York, ne approfitta per andare a letto con la ragazza alla pari tedesca che vive presso i suoi vicini, Gudrun, approfittando della sua posizione di potere sulla giovane. La cosa viene scoperta dal suo vicino, che non lo biasima, ma lo invita in confidenza a scegliere per prudenza le sue nuove conquiste al di fuori del condominio: questo imbarazzante colloquio sembra colpire Pete, che, al ritorno di Trudy, si sente colpevole e, quando la moglie intuisce qualcosa, promette di cambiare condotta in futuro.
Nel quarto episodio della quarta stagione, Focus Group, Pete viene a sapere che Trudy è finalmente incinta, notizia che lo rende molto felice. Quando lo scopre, Peggy si fa forza e si reca da lui per congratularsi: nessuno dei due osa sollevare l'argomento del figlio che hanno avuto insieme, diventato un discorso tabù per entrambi, ormai avviati verso una nuova fase della loro vita, ma l'esistenza di un legame comunque incancellabile fra i due è testimoniata dal lungo sguardo che si scambiano silenziosamente attraverso l'ingresso della Sterling Cooper Draper Pryce verso la fine dell'episodio. Nell'undicesimo episodio della quarta stagione, Piani di sopravvivenza, Trudy dà alla luce una bambina, che viene chiamata Tammy.
All'inizio della quinta stagione, Pete e Trudy hanno lasciato il loro appartamento di Manhattan e vivono ora in un'elegante casa fuori dalla metropoli. Sebbene egli sembri avere tutto ciò che si può desiderare dalla vita, una moglie devota, una bambina, un buon lavoro, continua a essere profondamente insoddisfatto e a covare dentro di sé rabbia, frustrazione e malcontento.
Trudy probabilmente è a conoscenza delle infedeltà del marito e gli concede la possibilità di avere un appartamento in città per mantenere un minimo di riserbo ed evitare di privare la famiglia della sua dignità. Il peggio però accade quando Pete va a letto con la loro vicina di casa, Brenda. Trudy va su tutte le furie perché, tra tante donne, ha scelto proprio la loro vicina e lo caccia di casa. I due non vivono più insieme, dunque, ma Trudy non accetta l'idea di divorziare.
Alla fine della sesta stagione, Pete viene scelto per seguire Ted Chaough a Los Angeles e, prima della sua partenza, lui e Trudy si riappacificano per il bene della piccola Tammy, pur rimanendo separati.

## Filmografia
- Mad Men - serie TV, 92 episodi (2007-2015)